# Charadrius hiaticula

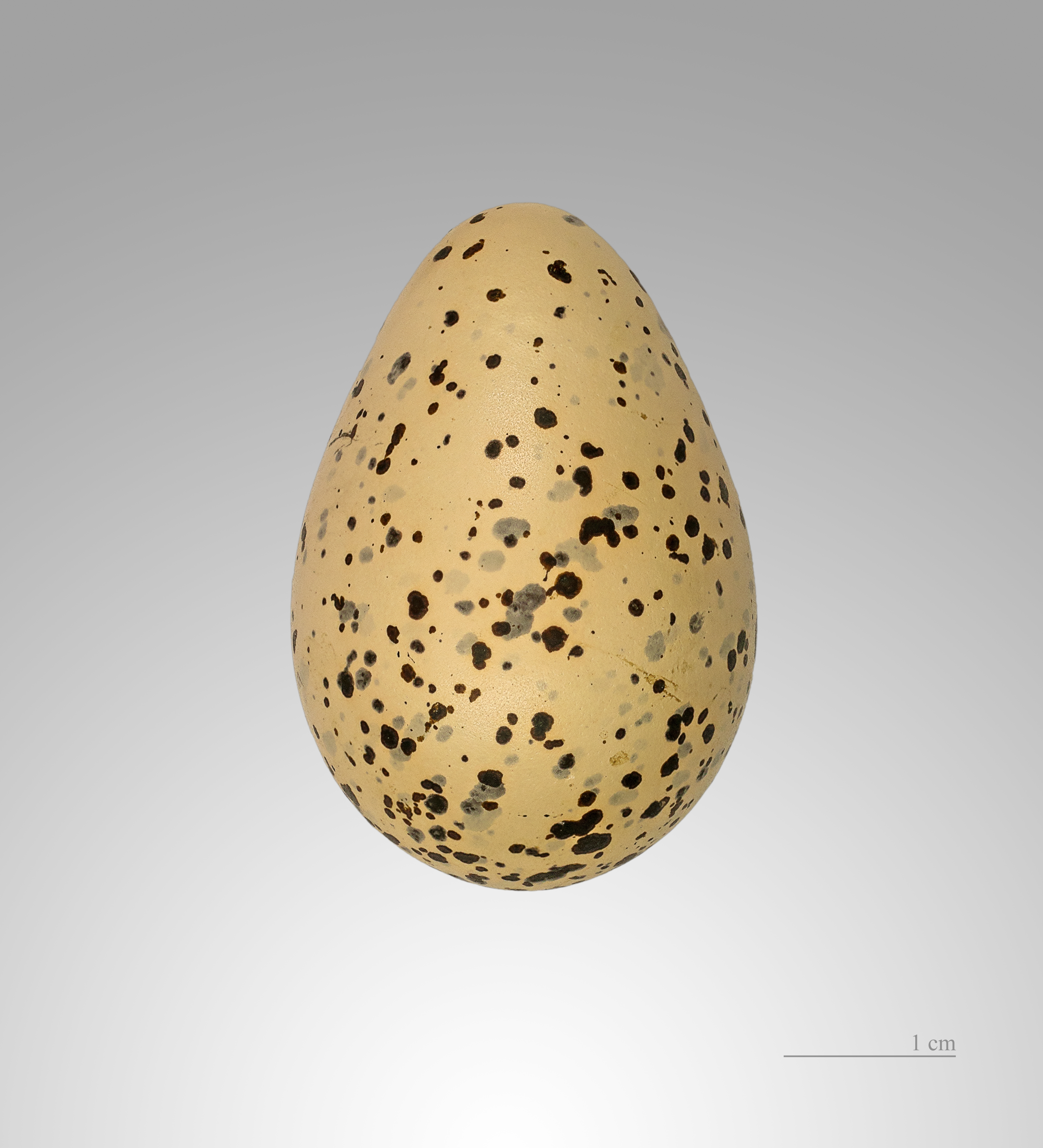
Uovo di corriere grosso

Il corriere grosso (Charadrius hiaticula, Linnaeus 1758) è un uccello della famiglia dei Charadriidae.

## Sistematica
Charadrius hiaticula ha tre sottospecie:
- Charadrius hiaticula hiaticula
  - Charadrius hiaticula harrisoni sottospecie di C. h. hiaticula
- Charadrius hiaticula psammodromus
- Charadrius hiaticula tundrae
  - Charadrius hiaticula kolymensis sottospecie di C. h. tundrae

## Distribuzione e habitat
Questo uccello vive in tutta Europa e Africa, in gran parte dell'Asia, dalla Penisola Arabica all'India e in Siberia, in Groenlandia, Alaska e nelle province settentrionali del Canada. È di passo in Asia centrale (Mongolia, Cina), orientale (Cina, Corea, Giappone, Filippine), in Indocina, in Australia e Nuova Zelanda, su alcune isole caraibiche e nelle province orientali del Canada.